# インパラ (小惑星)
インパラ (1320 Impala) は小惑星帯に位置する小惑星。1934年5月13日、南アフリカのユニオン天文台でシリル・ジャクソンによって発見された。
アフリカのサバンナに生息する中型の草食動物、インパラに因んで命名された。